# Merry Runabout

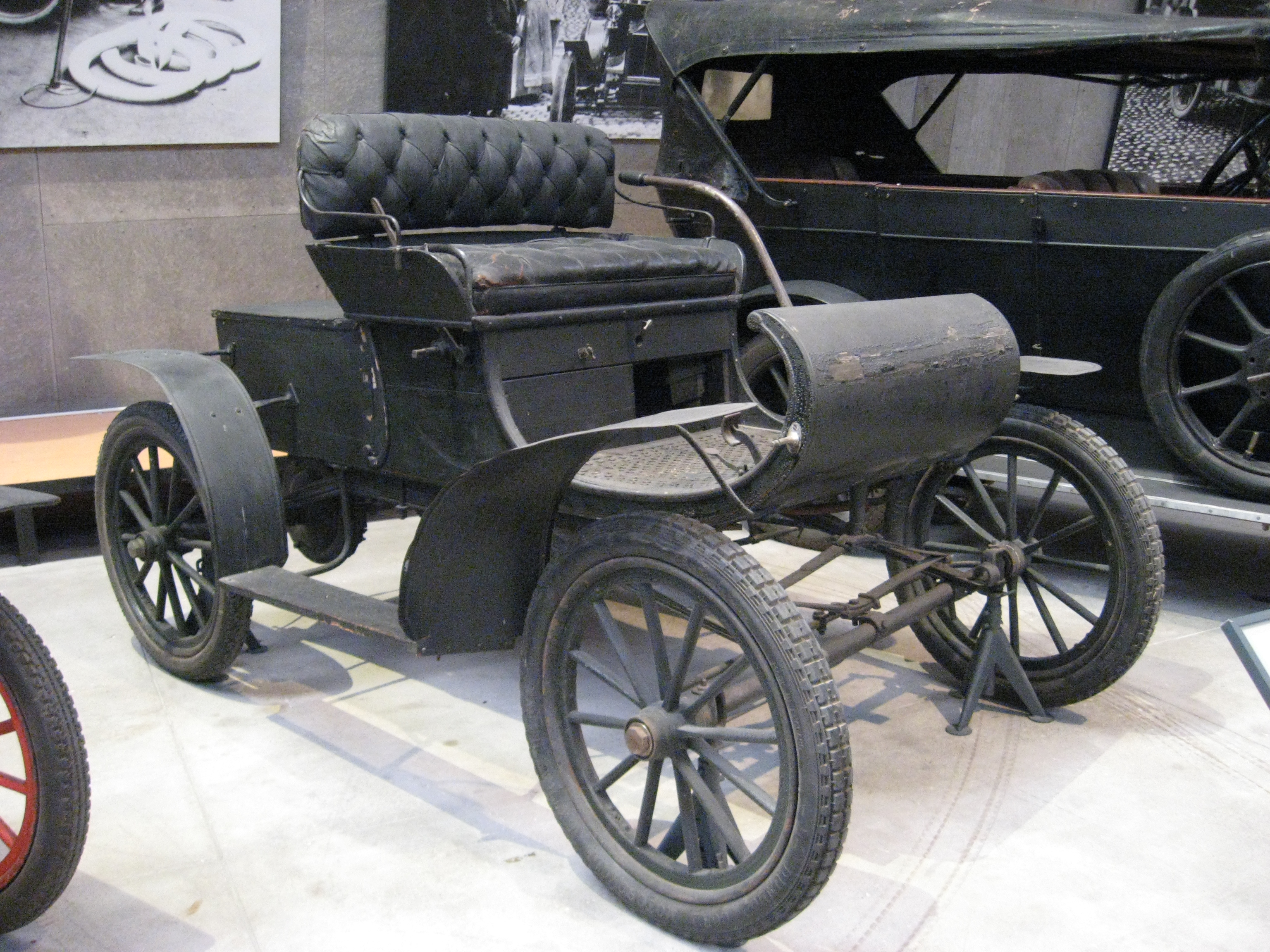
Das Original: Oldsmobile Curved Dash (1902)

Merry Runabout war eine US-amerikanische Fahrzeugmarke für verkleinerte Nachbildungen, die nur 1960 von Greg-San Klassic Kars in Glendale (Kalifornien) gebaut wurde. 
Der Merry Runabout war eine Replica des Oldsmobile Curved Dash von 1902, allerdings im Maßstab 1:2. Der zweisitzige Runabout hatte einen hinten eingebauten, luftgekühlten Einzylindermotor von Lawson, der 2,5 bhp (1,8 kW) abgab. Der Radstand betrug 1270 mm, die Gesamtlänge 1651 mm und das Gewicht 86 kg.